# Йохан II фон Хелфенщайн
Йохан II (III) фон Хелфенщайн-Блаубойрен (на немски: Johann II von Helfenstein; Johann III von Helfenstein-Blaubeuren; * 1400; † 27 февруари 1444) е граф на Хелфенщайн-Блаубойрен (1375 – 1444) в Баден-Вюртемберг.

## Биография
Той е единственият син на граф Улрих VII (XIII) фон Хелфенщайн-Блаубойрен-Зулметинген-Гуезенберг († пр. 3 юли 1375) и съпругата му Анна фон Йотинген († 16 декември 1410/5 май 1411), дъщеря на граф Лудвиг XI фон Йотинген († 1 май 1370) и Имагина фон Шауенбург († 5 ноември 1377). Сестра му Агнес († сл. 1416) се омъжва пр. 4 юли 1391 г. за Хайнрих фон Рехберг-Хетинген († 22 септември 1437).
Йохан II (III) продава на 28 август 1303 г. град Блаубойрен на херцозите от Австрия и скоро го получава обратно. Градът остава при графовете фон Хелфенщайн, които от 1384 г. често го залагат и през 1447 г. го продават на графовете на Вюртемберг.

## Фамилия
Йохан II фон Хелфенщайн-Блаубойрен се жени ок. 1407 г. за графиня Ирмгард/Ирменгард фон Кирхберг († 3 март 1444), дъщеря на граф Конрад VII фон Кирхберг († 1417) и Анна фон Хоенберг-Вилдберг († 1421). Те имат осем деца:
- Улрих X фон Хелфенщайн-Блаубойрен († пр. 15 юли 1503)
- Анна фон Хелфенщайн († 6 ноември 1472), омъжена пр. 1435 г. за граф Вилхелм II фон Кастел († 1479)
- Конрад II фон Хелфенщайн († 14 декември 1474), женен за Урсула фон Зекендорф († 23 ноември 1474)
- Агнес фон Хелфенщайн († 1431)
- Клара фон Хелфенщайн († сл. 12 март/декември 1467), омъжена за Улрих II фон Лабер († пр. 22 ноември 1463)
- Пракседис фон Хелфенщайн († сл. 3 февруари 1479), омъжена I. за Ханс фон Кастелбарко, II. пр. 4 юли 1391/сл. 1439 г. за фрайхер Улрих II фон Брандис-Блуменег († 20 август 1486)
- Лудвиг фон Хелфенщайн († 1431)
- Клеменс фон Хелфенщайн († 1431)